# Limonium dendroides
Espèce
Statut de conservation UICN

 CR B2ab(iii,iv,v); C2a(i); D : 
En danger critique
Limodium dendroides désigne une espèce de plantes arbustives de la famille des Plumbaginaceae. Elle est endémique des îles Canaries où elle n'est plus représentée que par 28 spécimens sauvages répartis dans 3 petites zones.

## Galerie photos

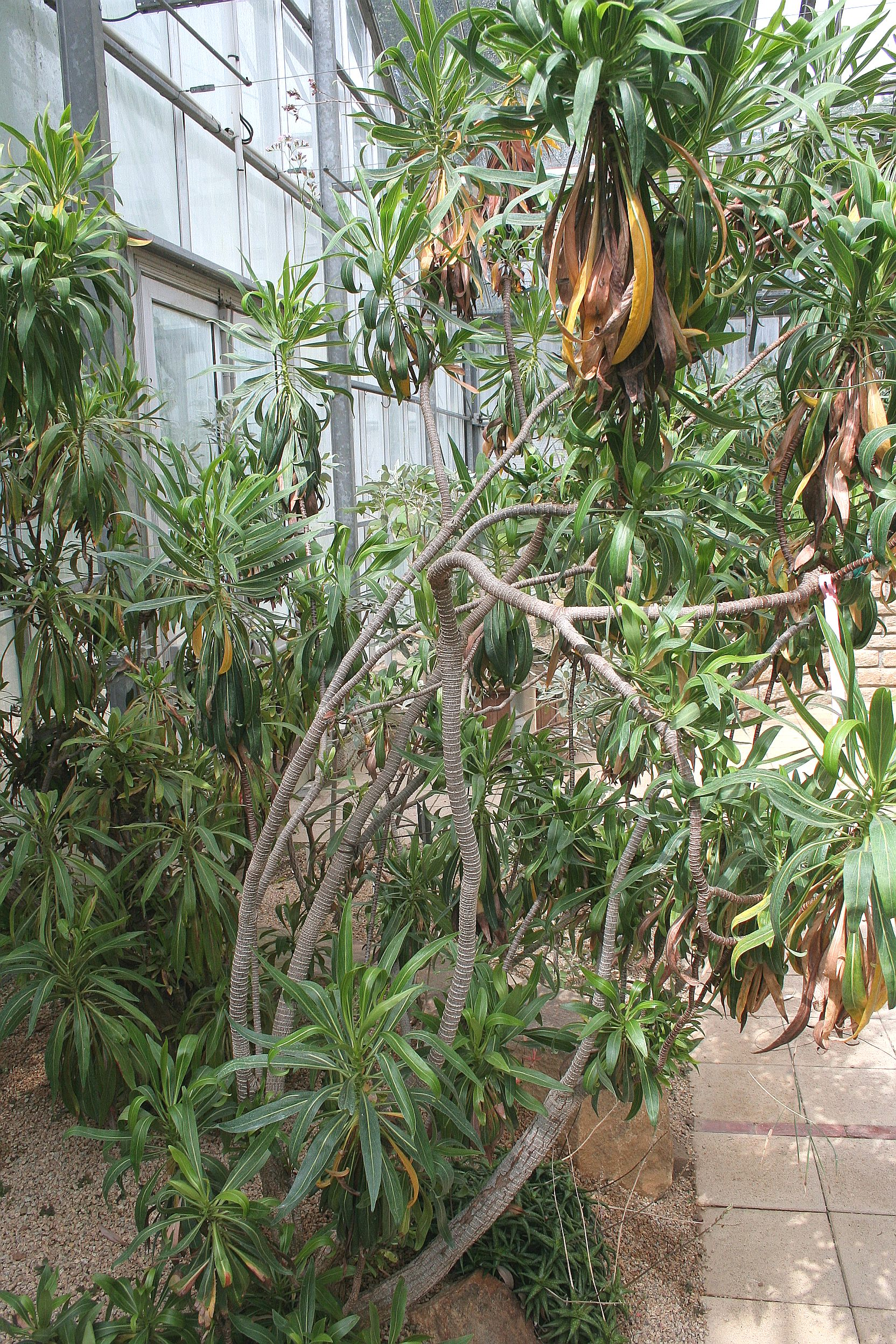
Plant de Limonium sous serre
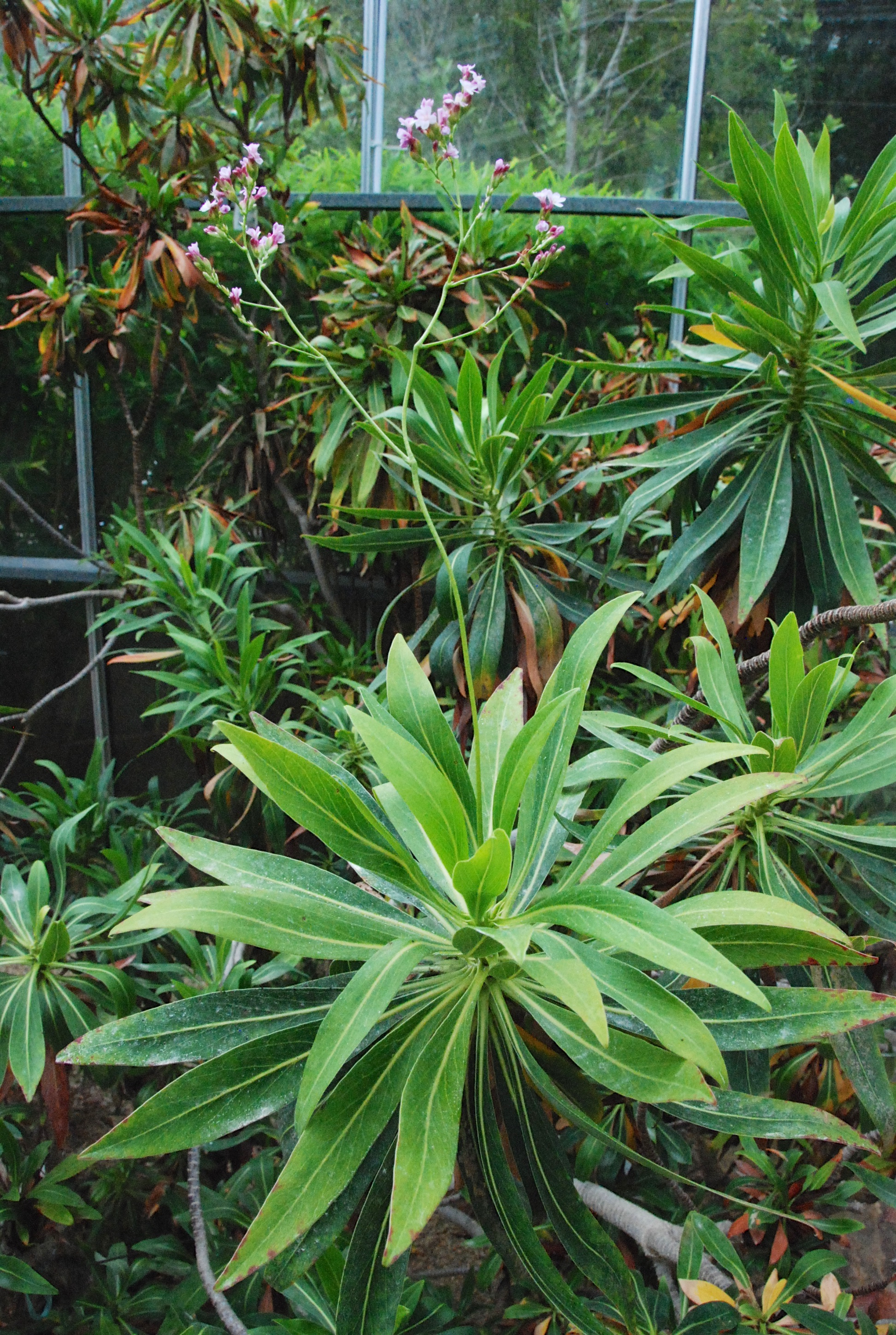
Rameau et fleur
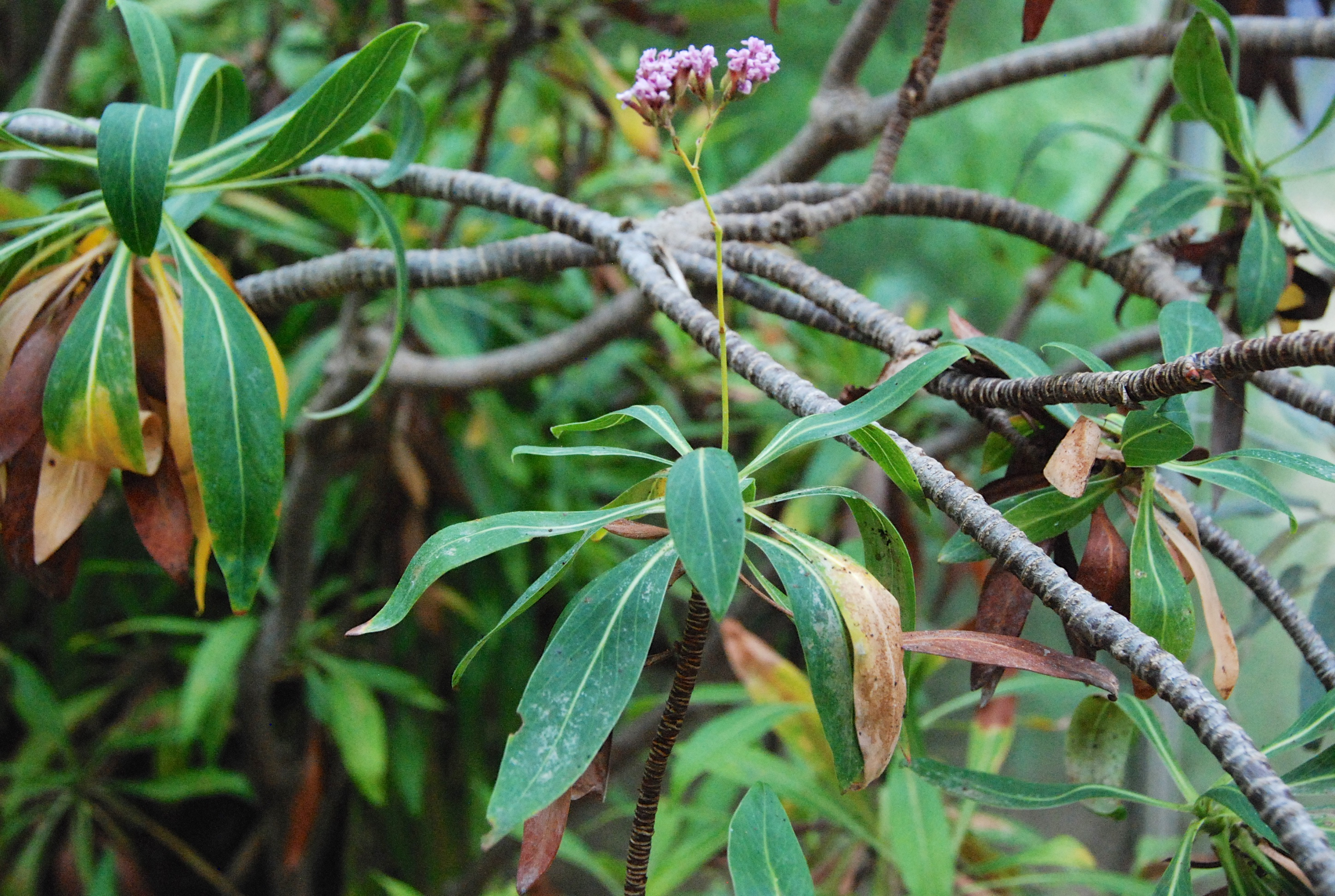
Rameau et fleur
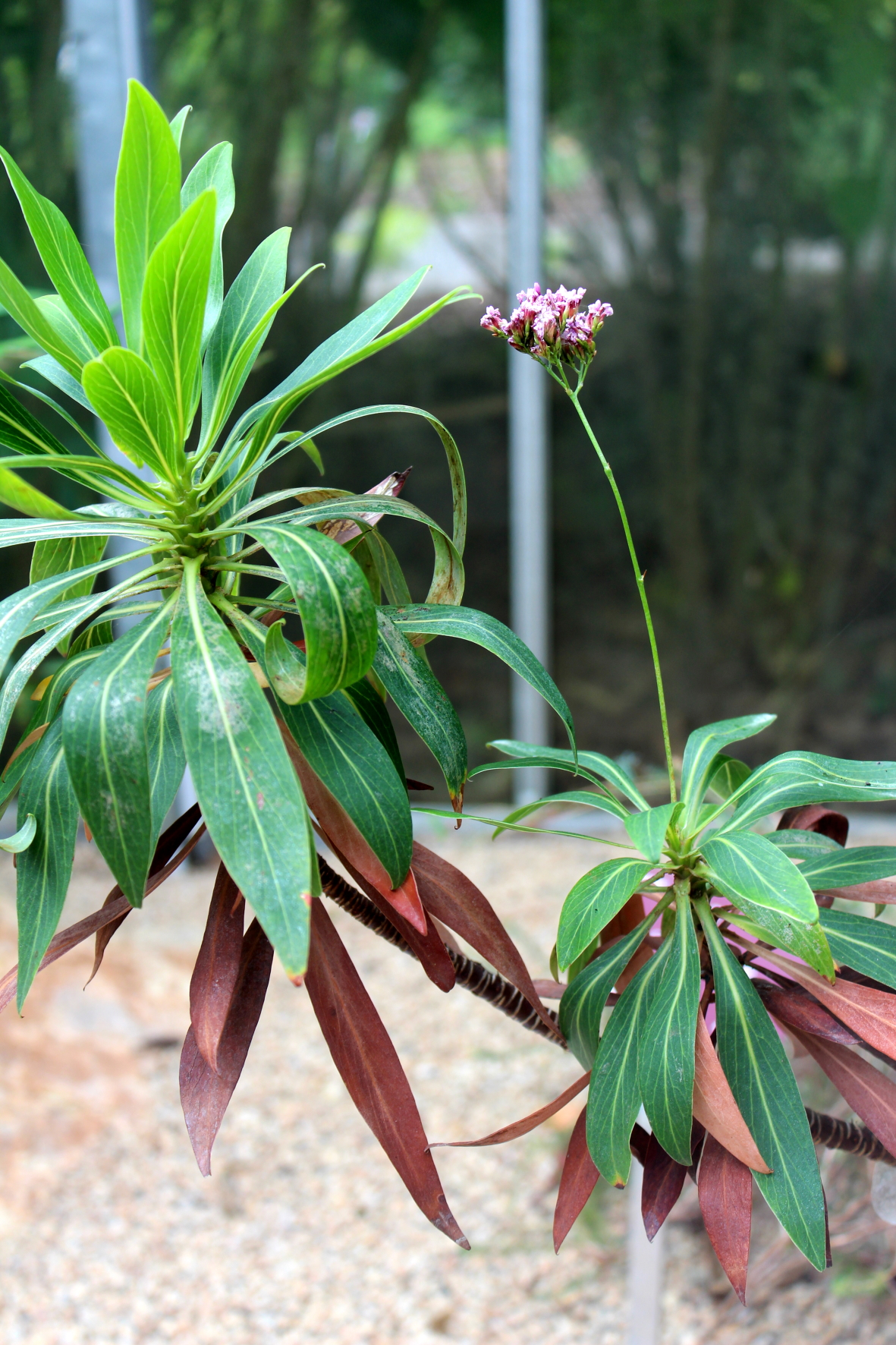
Rameau et fleur

## Menace et protection
Cette espèce est en danger critique d'extinction, elle est sauvegardée dans les serres tropicales n°2 et 3 correspondant au climat îles océaniques subtropicales et zones tropicales sèches du Conservatoire botanique national de Brest et est présente dans moins de six jardins.